# Anwar Kharral
Anwar Kharral est un personnage fictif de la série télévisée Skins interprété par Dev Patel.

## Biographie du personnage
Anwar est présenté comme un jeune musulman avec des parents pakistanais très à cheval sur la religion et les dogmes. Il n'est pas vraiment un musulman exemplaire et ne se prive pas de drogue, alcool et sexe. Néanmoins il prie cinq fois par jour et pense que l'homosexualité est une atteinte à sa religion. Ses meilleurs amis sont Chris et Maxxie même si sa vision négative sur l'homosexualité de Maxxie crée parfois des tensions entre eux deux. 
Anwar est le seul à ne pas avoir un épisode spécialement consacré à lui, hormis un épisode partagé avec Maxxie dans Anwar et Maxxie. En effet, bien qu'en version française, le dernier épisode de la saison 1 s'intitule Anwar, le titre original de cet épisode est The last episode, aucune référence spéciale n'est donc faite à Anwar. 
Selon le site officiel de Skins, il aime par-dessus tout la téquila, la drogue, les pilules, Lupe Fiasco, les seins et The X Factor.
Anwar est probablement un des personnages les moins développés au cours de la série. Il tombe amoureux dans les deux saisons : il doit quitter la jeune Russe dans la saison 1 et se fait utiliser par Sketch dans la saison 2. Sa vie sentimentale n'est donc pas très réussie. Heureusement, il entretient une relation assez profonde avec ses amis et est très apprécié grâce à son humour assez décalé.

## Histoire du personnage

### Dans la saison 1
Dans Tony, il est convaincu par son meilleur ami Maxxie d'aller à une soirée gay avec Chris. Ils s'ennuient et décident d'aller à la soirée d'Abigail Stock. Dans Maxxie et Anwar, durant un voyage en Russie, il commence à se disputer avec Maxxie au sujet de son homosexualité. Il perd également sa virginité avec une jeune fille russe (qui s'avère être mariée avec un homme qu'il prend pour son père)
Le dernier épisode de la saison 1, Anwar en version française, est plus ou moins consacré à son personnage. Anwar va avoir 17 ans et a organisé une fête à cette occasion. Maxxie lui téléphone pour lui souhaiter son anniversaire et lui demande d'avouer à ses parents qu'il fréquente un gay sinon il n'assistera pas à la fête. Fête qui s'avèrera être un véritable fiasco avec l'oncle d'Anwar en DJ. Anwar y fait notamment la rencontre d'une fille. Plus tard dans la soirée, Anwar sort et trouve Maxxie. Ils se parlent et le père d'Anwar vient saluer Maxxie qui en profite pour lui révéler qu'il est gay. Le père d'Anwar reste impassible, et déclare qu'il ne comprend pas vraiment les homosexuels mais qu'il ne les discriminerait jamais. Maxxie et Anwar semblent être redevenus les meilleurs amis. Plus tard dans la soirée Anwar vient aider Chris dans la bagarre qui éclate en effectuant une prise d'arts martiaux, l'intérêt que qu'il porte pour ces disciplines est en quelque sorte révélée dans la première scène de ce même épisode, par une affiche collée à la porte de sa chambre.

### Dans la saison 2
Dans La fan, il couche avec Lucy, l'espionne de Maxxie après que celui-ci lui a révélé son profond dégout pour elle. Bien qu'elle dise à Anwar que c'est lui qu'elle a toujours préféré, il est clair qu'elle aime toujours Maxxie quand elle regarde et touche une photo de Maxxie lorsqu'Anwar lui fait l'amour à la fin de l'épisode.
Dans Père et fils, Sketch et Anwar continuent leur relation et demandent même à Sid s'ils peuvent « louer » sa chambre pendant quelques minutes. Ils sont d'ailleurs surpris par la mère de Sid qui passe l'aspirateur en haut.
Dans l'épisode L'anniversaire, Anwar et Sketch sont surpris ensemble sur la plage par Michelle et Maxxie. Maxxie est profondément déçu par l'attitude de Anwar, même s'il déclare plus tard que peu l'importe quand Sketch lui soutient qu'elle a changé et que c'est Anwar qu'elle aime. Anwar n'est pourtant pas au bout de ses surprises car dans Chris l'épisode suivant, elle le relooke à l'image de Maxxie en lui demandant de se laisser pousser les cheveux et en les teignant en blond. Il est enfin obligé d'admettre qu'il s'est fait manipuler et il décide de la quitter.
Dans Les adieux, le dernier épisode de la saison 2, après avoir obtenu 2 "E" et 1 "U" aux A-Levels soit les plus mauvaises notes du groupe, il décide de suivre Maxxie et James à Londres. Sketch avait pourtant essayé de le convaincre de rester avec elle à Bristol, prétextant qu'il doit laisser ses amis partir et commencer une nouvelle vie avec elle. Cela marque la dernière apparition du personnage d'Anwar dans la série.

## Plus d'informations
- L'adresse d'Anwar est :

2 Iverson Road

Kingswood

Bristol BS15 2MC
- Dans la saison 3, Cook parle d'un certain "Anwar le magnifique", boxeur, qui a refusé que Cook se joigne a lui pour se battre. On peut noter une référence à l'épisode où il parle avec Sid de la relation de celui-ci avec Michelle lorsque Cook dit que Anwar l'a refusé car il ne connaissait pas l'enchaînement "Boodha Boodha Cheese Boodha".